# Manuel Curado

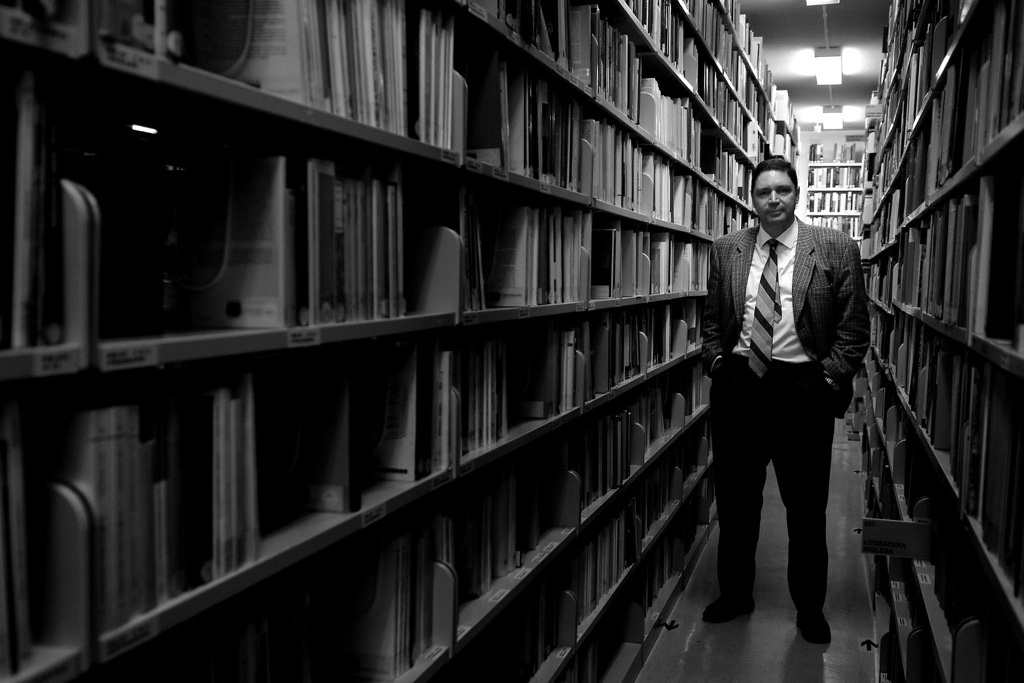
Manuel Curado

Manuel Curado (n. 1967) é um ensaísta e filósofo português.
Dedica-se à Ética Biomédica, Filosofia da Mente, e à História das Ideias.  Tem trabalhado os seguintes assuntos: história intelectual da língua universal e da tradução automática, o problema da consciência humana e da sua relação com o cérebro, as relações entre a ciência e a religião, estudos de história intelectual europeia e portuguesa, editor de obras de autores passados (nomeadamente o matemático José Maria Dantas Pereira, o lógico Edmundo Curvelo e outros), história da Psiquiatria e história da herança judaica portuguesa na Medicina e na Filosofia (nomeadamente, Isaac Samuda e Jacob de Castro Sarmento), e história das representações literárias da vida mental. 
Professor da Universidade do Minho, Auditor de Defesa Nacional, Doutor cum laude pela Universidade de Salamanca, Mestre pela Universidade Nova de Lisboa. Formou-se pela Universidade Católica Portuguesa (Lisboa). Titular do Curso de Alta Direção para a Administração Pública (CADAP). Foi professor visitante em Moscovo, Rússia (MGIMO e MGLU) e em Pádua, Itália (Università degli Studi di Padova).

## Pensamento Filosófico
Manuel Curado, na tese de doutoramento, soluciona o problema difícil da consciência. O autor traduz o problema do seguinte modo: por que razão existe consciência no mundo físico quando é pensável a sua não existência? A resposta que o filósofo apresenta é a solução através da dissolução do problema. O argumento desenvolve-se em torno da possibilidade de contornar o problema da consciência natural através do conhecimento científico para produzir artificialmente a consciência. De acordo com o autor, o problema foi solucionado não por que tenhamos respostas claras sobre o que é a consciência, qual o papel da consciência no mundo físico, qual o poder causal da consciência, qual a relação da consciência com o cérebro, mas porque existe a capacidade científica para produzir artificialmente a consciência e de esta, funcionalmente, não se distinguir da consciência natural. O filósofo prevê um tempo futuro em que será impossível distinguir entre a consciência natural e consciência produzida artificialmente. Esta impossibilidade de distinguir é interpretada como uma condição epistémica normal que ocorre em muitas outras situações.
O pensamento filosófico mais original deste filósofo ocupa-se das relações entre os crentes e o objecto da sua fé ou crença religiosa. O argumento desenvolve-se de dois modos. A relação entre o crente e Deus deve ser baseada na suposição de que existe Deus. Contudo, esta suposição não implica necessariamente amor a Deus ou respeito a Deus. A relação entre Deus e os seres humanos é concebida de formas muito originais. Manuel Curado vê Deus como um objecto do mundo, ao lado dos predadores contra os quais lutou o ser humano no seu passado evolutivo, ao lado dos objectos físicos da natureza, ao lado dos objectos preternaturais (situações inexplicáveis que ocorrem raramente na história) e ao lado de seres ou objectos sobrenaturais (representados de modo literário, religioso, filosófico e testemunhal desde a origem da civilização). A tese do filósofo é a de que os seres humanos são adversários de Deus e de todos os outros seres que existem no mundo físico, preternatural e sobrenatural. O ponto mais importante da sua argumentação é a noção de interesse. Os seus ensaios formulam muitas vezes esta questão: qual é o verdadeiro interesse dos seres humanos? É compreender o mundo? É serem amados? É sobreviverem num mundo hostil? É inventarem-se a si mesmos, dominando todos os outros seres? 
Um outro modo de pensar a relação dos seres humanos com os objectos que existem no mundo é a actividade científica. Manuel Curado defende que a interpretação que se dá habitualmente da actividade científica moderna é muito pobre. Do seu ponto de vista, compreender o mundo é uma descrição muito pobre dessa actividade científica. Os cientistas descrevem o mundo, evidentemente, mas também o inventam, criando novos objectos. Curado propõe uma contabilidade filosófica entre o mundo natural e o mundo artificial. Do seu ponto de vista, o mundo natural está a ficar mais pequeno todos os dias. Ele conclui desta situação que o interesse radical da ciência é a criação de mundos artificiais. Como esta tendência é crescente, o futuro verá a realização deste projecto. A conclusão que retira é a de que o interesse último dos seres humanos é rivalizar com Deus, e não apenas compreender de modo neutro a obra de Deus. Estas ideias muito interessantes foram publicadas no ensaio “O Futuro de Deus”, da obra Porquê Deus Se Temos a Ciência?

## Publicações
Autor de vários livros, nomeadamente O Mito da Tradução Automática (Braga, Universidade do Minho/CEHUM, 2000), Luz Misteriosa: A Consciência no Mundo Físico (Famalicão, Quasi, 2007), Direito Biomédico: A Legislação Portuguesa (Lisboa, Quid Juris, 2008), e Porquê Deus Se Temos a Ciência? (Porto, Fronteira do Caos, 2009). Editor dos livros Consciência e Cognição (Braga, Faculdade de Filosofia/UCP, 2004), Mente, Self e Consciência (Braga, Faculdade de Filosofia/UCP, 2007), Cartas Italianas de Verney (Lisboa, Sílabo, 2008), Pessoas Transparentes: Questões Actuais de Bioética (Coimbra, Almedina, 2008) e Deus na Universidade: O que Pensam os Universitários Portugueses sobre Deus? (Porto, Fronteira do Caos, 2011). Editor das "Obras Completas de Edmundo Curvelo" (Lisboa: Fundação Calouste Gulbenkian, 2013).
Manuel Curado é ainda autor de um vasto número de artigos e capítulos de livros. Muitos deles escritos a partir da atividade de conferencista que tem desenvolvido intensamente em Portugal e no estrangeiro.